# Тихоний Африканский
Тихоний Африканский, также известный как Тиконий Африканец (лат. Tychonius Africanus) — латиноязычный богослов донатистский епископ, теоретик экзегетики; умер между 390 и 400 годами. Автор книги «Liber de septem regulis ad investigandam et inveniendam S. Scripturae intelligentiam» («Книга о семи правилах для исследования и нахождения смысла Св. Писания»), в которой он предлагает герменетивческие правила для толкования Библии. Этими правилами долгое время пользовались раннехристианские толкователи Библии. Тихоний Африканский повлиял на творчество Августина, который в своём труде «Христианское учение» упоминает его толковательные принципы (Августин в своей «Христианской науке» отзывается о Тихонии как о писателе даровитом и излагает данные им правила). Методы Тихония использовал также Исидор Севильский в своём труде «Sententiarum libri tres». Через Исидора Севильского герменетивческие правила толкования Тихония Африканского проникли в средневековую экзегетику.
Жил в Римской Африке. Также автор полемических и апологетических писем, толкования Апокалипсиса (тексты не сохранились).

## Учение
Тихоний Африканский в своём труде пытается преодолеть библейские противоречия и объяснить трудные места Библии. Он предлагает 7 правил, с помощью которых толкователь Библии может разрешить эти вопросы.
В Библии к одному и тому же предмету прилагаются часто противоположные признаки, поэтому слово, обозначающее предмет может относиться к другому, которое этому предмету подобно. В данном случае используется метафорический оборот. Такие явления в Библии следует толковать при помощи 1, 2, 4, 6, 7 правил.
1 правило — de Domino et corpore Eius (О Господе и Его Теле). Правило рассматривает библейские слова, в которых Иисус Христос ассоциирует Себя со Своим Телом — Церковью. Тихоний говорит, что если о Христе говорится в Писании нечто, несогласуемое с Его Божественностью и святостью, то в данном случае надо разуметь не Его личность, отдельную от Церкви, но общество Его последователей.
2 правило — de Domine corpore bipartito (О раздвоении Господнего Тела). Данное правило утверждает, что всякий предмет может иметь двойной нравственный характер.
3 правило — De promissis et lege (О законах и Законе). Правило посвящено вопросу оценки Закона апостолом Павлом. Тихоний учит разделять два закона — закон человеческий и Закон Божественный. Противоположные о законе изречения апостола Павла относятся не к одному предмету, а к разным. Добрые отзывы апостола Павла касаются Закона Божественного, а отрицательные говорят о бессилии закона человеческого для спасения.
4 правило — De specie et genere (О частях и общем). Это правило говорит, что библейской речи свойственно сливать идею с её представителями.
5 правило — De temporibus (О временах). Правило содержит попытку объяснить цифровые расхождения в Библии.
6 правило — De recapitulatione (О повторениях). Данное правило вводит теорию «рекапитуляции», согласно которой ряд событий и образов, следующих в тексте друг за другом, не означает хронологической последовательности, а описывает одно и то же событие с разных точек зрения.
7 правило аналогично первому, но касается библейских иносказаний и метафор, не касающихся личности Иисуса Христа.